# Gornje Vodičevo
Gornje Vodičevo (cyr. Горње Водичево) – wieś w Bośni i Hercegowinie, w Republice Serbskiej, w gminie Novi Grad. W 2013 roku liczyła 278 mieszkańców.